# Škoda Vision RS
Škoda Vision RS – osobowy samochód koncepcyjny zbudowany przez niemiecki koncern motoryzacyjny Volkswagen AG pod czeską marką Škoda Auto.

## Historia i opis modelu

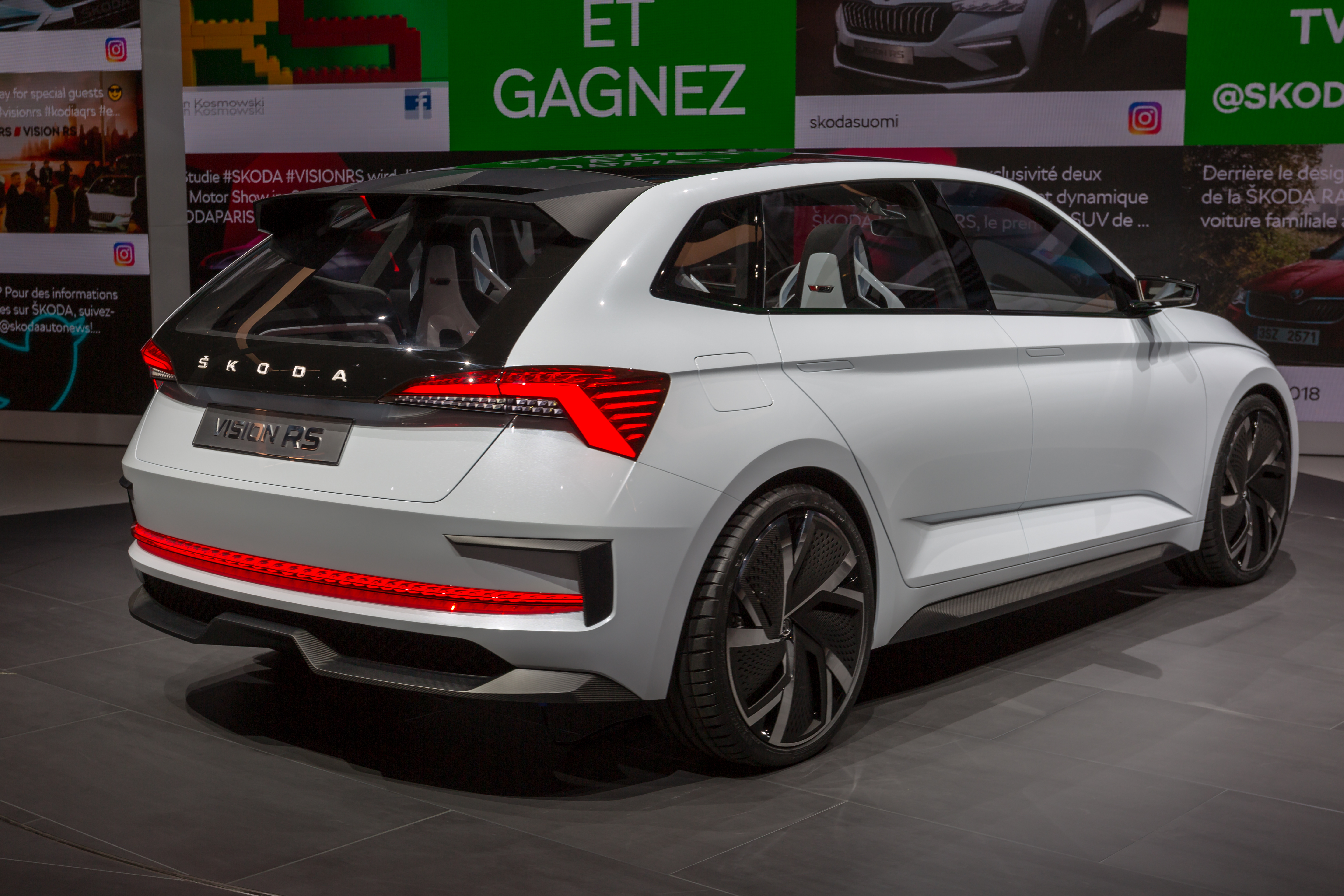
Škoda Vision RS – tył

Samochód został po raz pierwszy oficjalnie zaprezentowany podczas targów motoryzacyjnych w Paryżu w 2018 roku. Auto zapowiada zupełnie nowy kierunek stylistyczny marki. Pojazd wyposażono w wydajny zespół napędowy – hybrydę typu plug-in, która łączy turbodoładowany silnik benzynowy 1.5 TSI o mocy 150 KM oraz silnik elektryczny o mocy 75 kW (102 KM). Razem do dyspozycji kierowcy jest 245 KM. Przyśpieszenie od 0 do 100 km/h wynosi 7,1 s. Do gromadzenia energii elektrycznej zastosowano baterie litowo-jonowe o mocy 13 kWh, które do pełnego naładowania potrzebują 2,5 h. 
Z zewnątrz pojazdu wykorzystana została innowacyjna powłoka lakiernicza Xirallic imitująca blask kryształu dzięki czemu błyszczący biały lakier uzupełnia delikatna niebieska poświata. W lakierze użyto składników organicznych, które odbijają ciepło jednocześnie zmniejszając temperaturę wnętrza. 